# 裕夢
裕夢（ひろむ、1987年〈昭和62年〉 - ）は、日本のライトノベル作家。福井県福井市出身、東京都住在。

## 人物
福井県立藤島高校出身。卒業後は、東京の大学に入学し、教授を目指すべく大学院に進学。大学・大学院では心理学を専攻した。元々、純文学や一般文芸の書物は嗜んでいたものの、ライトノベルを始めとしたオタクコンテンツを裕夢に薦めていた大学院生時代のオタクの友達から自身の誕生日に丸戸史明がシナリオを務めていた青春ラブコメ系のゲームを貰い、実際に遊んでみたことからアニメやライトノベルの沼にハマっていったと語っている。その後、雑誌の編集者として出版社に籍を置いた後、会社を辞め、暫くはフリーランスのライターとして活動していた。2019年、『ラムネの瓶に沈んだビー玉の月』で第13回小学館ライトノベル大賞優秀賞を受賞。受賞作を『千歳くんはラムネ瓶のなか』に改題の上、同年6月にガガガ文庫より上梓しデビューした。

## 作品

### ライトノベル
- 千歳くんはラムネ瓶のなか（小学館〈ガガガ文庫〉イラスト：raemz、2019年6月18日 - 、既刊11巻）

### アニメ
- 千歳くんはラムネ瓶のなか（アニメーション制作：feel.、監督：德野雄士、2025年10月放送予定） - 原作・脚本[9]